# Ethylbenzeen
Ethylbenzeen is een aromatische koolwaterstof die voorkomt in aardolie en steenkoolteer. Het voornaamste gebruik van de stof is als grondstof voor styreen, een belangrijke bouwsteen van polymeren, en in brandstoffen.

## Synthese
Ethylbenzeen wordt vooral bereid door middel van alkylering van benzeen met etheen:
{\displaystyle {\ce {C6H6 + C2H4 -> C8H10}}}
Dit kan gebeuren in de vloeibare fase met een katalysator zoals aluminiumchloride, of in de gasfase met als katalysator, zoals boortrifluoride op een aluminadrager.
Andere methoden om ethylbenzeen te bereiden zijn:
- uitgaande van 1,3-butadieen in een tweestapsproces, waarbij eerst vinylcyclohexaan wordt bereid, dat daarna wordt gedehydrogeneerd
- door dehydrogenering van naftenen
- door afscheiding uit een xylenenmengsel (afkomstig uit een aardolieraffinaderij) gevolgd door katalytische isomerisatie
- door kraken van 1,2-difenylethaan in aanwezigheid van waterstofgas

## Toepassingen
Vrijwel alle ethylbenzeen (wereldwijd meer dan 20 miljoen ton per jaar) gaat naar de productie van styreen, een belangrijke bouwsteen van polymeren. Andere stoffen waarvoor ethylbenzeen als tussenproduct wordt gebruikt zijn onder meer acetofenon, celluloseacetaat, 1,2-di-ethylbenzeen en propeenoxide. Daarnaast wordt ethylbenzeen toegepast in oplosmiddelen, in asfalt en in brandstoffen.

## Toxicologie en veiligheid
Ethylbenzeen is brandbaar en licht ontvlambaar. De damp is zwaarder dan lucht en ontsteking op afstand is mogelijk. Ethylbenzeen irriteert de ogen, de huid en de luchtwegen. Bij hoge mate van blootstelling kan er schade optreden aan organen zoals de lever en de nieren. De explosiegrenzen in lucht liggen tussen 0,8 en 6,7% (v/v).
Ethylbenzeen wordt door het IARC beschouwd als een stof die carcinogeen voor de mens zou kunnen zijn (groep 2B).
Kleine hoeveelheden van de stof worden binnen enkele dagen in het milieu afgebroken. Over grote verontreinigingen is minder bekend.
Op 3 juni 2014 ontplofte een fabriek van Shell te Moerdijk. Oorzaak zou een nieuwe, te reactieve, katalysator zijn geweest.